# Ruen (gmina)
Ruen (bułg. Община Руен) – gmina we wschodniej Bułgarii, w obwodzie Burgas.

## Miejscowości
Miejscowości wchodzące w skład gminy Ruen:
- Biłka (bułg.: Билка),
- Czeresza (bułg.: Череша),
- Dula (bułg.: Дюля),
- Dobra polana (bułg.: Добра поляна),
- Dobromir (bułg.: Добромир),
- Dropła (bułg.: Дропла),
- Dyskotna (bułg.: Дъскотна),
- Jabyłczewo (bułg.: Ябълчево),
- Jasenowo (bułg.: Ясеново),
- Kamenjak (bułg.: Каменяк),
- Karawelowo (bułg.: Каравельово),
- Listec (bułg.: Листец),
- Lulakowo (bułg.: Люляково),
- Mreżiczko (bułg.: Мрежичко),
- Płaninica (bułg.: Планиница),
- Podgorec (bułg.: Подгорец),
- Preobrażenci (bułg.: Преображенци),
- Pripek (bułg.: Припек),
- Prosenik (bułg.: Просеник),
- Razbojna (bułg.: Разбойна),
- Reczica (bułg.: Речица),
- Rożden (bułg.: Рожден),
- Rudina (bułg.: Рудина),
- Ruen (bułg.: Руен) – siedziba gminy,
- Rupcza (bułg.: Рупча),
- Ryżica (bułg.: Ръжица),
- Sini rid (bułg.: Сини рид),
- Skałak (bułg.: Скалак),
- Sneża (bułg.: Снежа),
- Snjagowo (bułg.: Снягово),
- Sokołec (bułg.: Соколец),
- Sredna machała (bułg.: Средна махала),
- Struja (bułg.: Струя),
- Sziwarowo (bułg.: Шиварово),
- Topczijsko (bułg.: Топчийско),
- Trynak (bułg.: Трънак),
- Wiszna (bułg.: Вишна),
- Wresowo (bułg.: Вресово),
- Zaimczewo (bułg.: Заимчево),
- Zajczar (bułg.: Зайчар),
- Zwezda (bułg.: Звезда),